# Canal Depretis
Le Canal Depretis est un canal artificiel, construit pour les besoins de l’agriculture, qui prend naissance du fleuve Doire Baltée à Villareggia (province de Turin) et qui se termine dans le fleuve Elvo près de Carisio (VC).

## Parcours
Le canal naît à droite de la Doire Baltée entre Mazzè et Villareggia, peu au nord du hameau de Gerbido de Villareggia.
Le canal se dirige vers le sud à peu de distance du Naviglio d'Ivrée jusqu’au hameau de Rocca où leur direction diverge l’une de l’autre ; Le canal Depretis, après être entré en Province de Verceil et avoir croisé l'Autoroute A4 Turin-Milan, accomplit une large courbe vers le nord-est, direction qu’il maintient sur la plus grande partie de son cours. En traversant les territoires communaux de Cigliano, Saluggia, Livorno Ferraris et Bianzè, il dessert une grande zone de rizières; puis longe la commune de Borgo d'Ale, entre Tronzano Vercellese et Santhià, où il transite dans une campagne plutôt réservée à la culture sous irrigation d’eau courante (par opposition à l’eau stagnante des rizières).
Dans la commune de Tronzano Vercellese, près de la route provinciale SP42, le canal croise le cours du naviglio d'Ivrée par l'important nœud hydraulique della Restituzione.
Au nord de Santhià, le canal se dirige vers l’ouest, puis vers le nord, traverse les rizières de la commune de Carisio et termine son parcours dans l'Elvo à une altitude de 177 m.

## Histoire

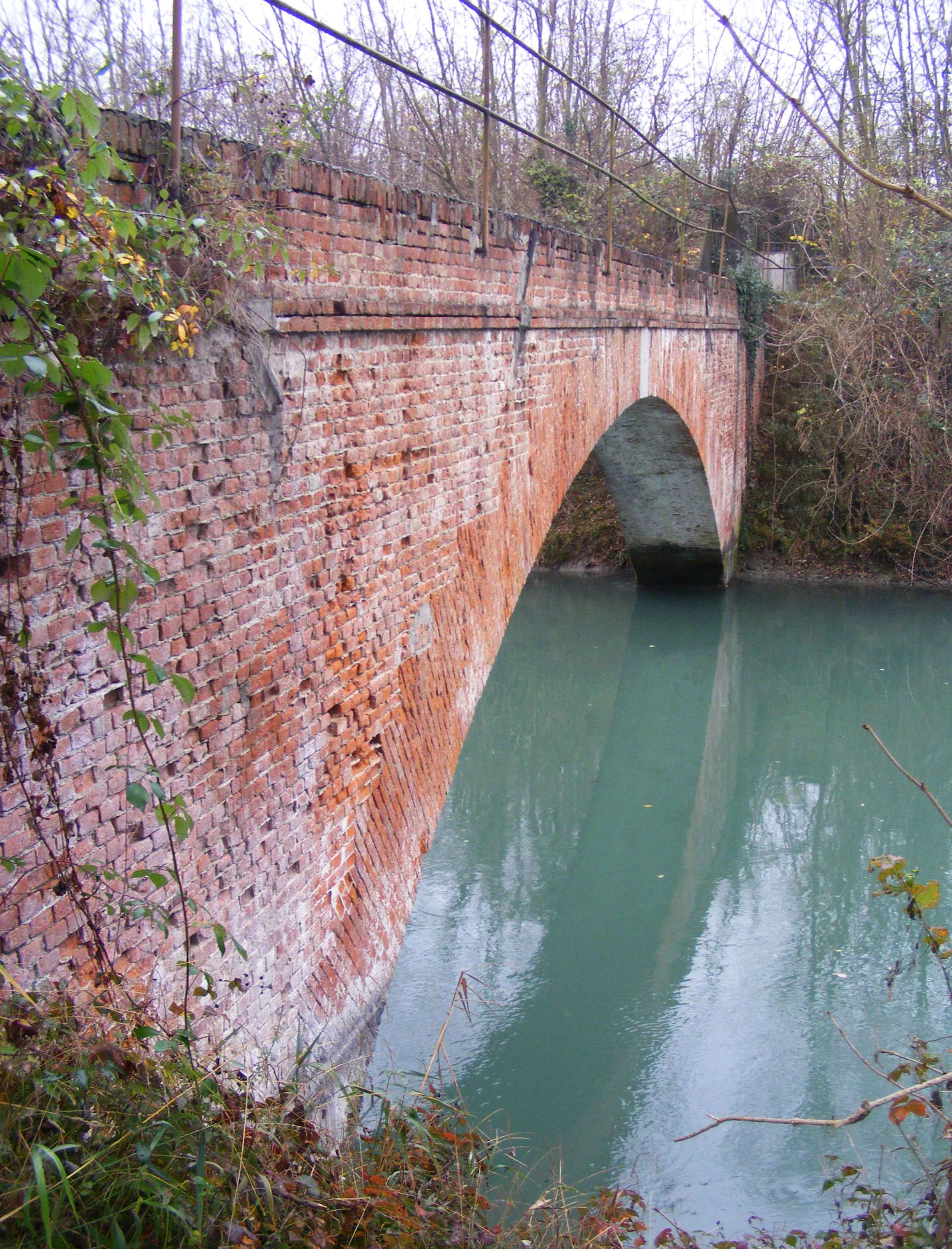
Un pont piètonnier sur le canal près de Rocca de Villareggia

Le canal fut construit grâce à une campagne de travail qui se termina en 1785 sous le nom de Canal de Cigliano, dont le projet ne prévoyait pas son prolongement jusqu’au fleuve Sesia afin de fournir l’eau d’irrigation à la plaine de Verceil.
À partir de 1859, le canal fut agrandi et, en 1887, prit son nom actuel en l’honneur d’Agostino Depretis, plusieurs fois président du Conseil des ministres.

Avec la construction du canal Depretis, débute la gestion collective de l’irrigation de la plaine de Verceil et son importance, pour le territoire, prendra de l’ampleur par le creusement de nombreux petits canaux en 1958, dont le naviletto de Saluggia ou le canal Vanoni qui desservent la plaine à la limite entre la Province de Biella et la Province de Verceil.

## Sources
- (it) Cet article est partiellement ou en totalité issu de l’article de Wikipédia en italien intitulé « Canale Depretis » (voir la liste des auteurs).

## Note
1. ↑  Site de l'Institut Technique C.Cavour de Verceil sur www.tecnicocavour-vc.it
2. ↑  Site web du Consortium Ouest Sesia www.ovestsesia.it, novembre 2009